# Eubalaena japonica
Eubalaena japonica (Кит японський) — вид морських ссавців родини китові (Balaenidae).

## Зовнішність

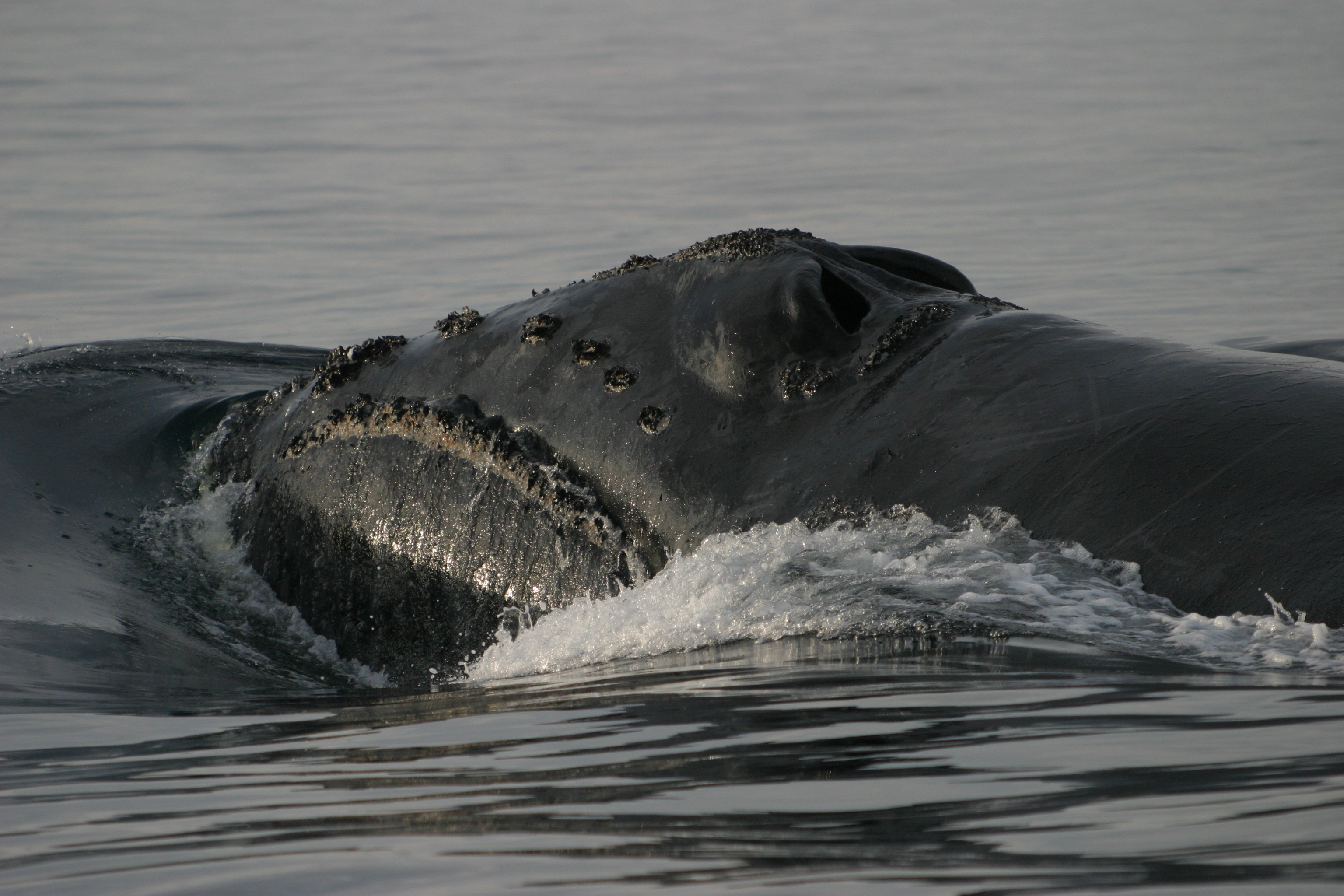

Довжина, як правило, між 16 і 18 метрів (самиці трохи більші за самців), а вага може перевищувати 70 тон. Кити мають великі голови, покриті сіруватими мозолями, які є індивідуальними для кожної тварини. Вони світло-блакитні за винятком деяких нерегулярних білих плям на животі. Спинний плавець відсутній. Підборіддя має більш темний колір ніж інші частини тіла. Рот утворює сильно вигнуту лінію. Грудні плавники великі, лопатчаті.

## Поширення
Вид був поширений в північній частині Тихого океану, в тому числі вздовж американського узбережжя між Аляскою і Мексикою і в Азії між Сибіром і Кореєю. З 1935 він був оголошений охоронним видом, але незаконне полювання, особливо в п'ятдесяті й шістдесяті роки, принесли вид на межу зникнення. Нинішні оцінка чисельності: близько 400 тварин в Охотському морі, і тільки близько 30 тварин в східній частині Тихого океану (2010).

## Поведінка
Кити — повільні плавці, хоча вони здатні виконувати дивовижні трюки. Іноді махають плавниками на поверхні води, стрибають і махають плавниками. Вони, як відомо, грайливі й цікаві. Харчуються переважно рачками, в основному, виду Calanus marshallae. Вони також були зареєстровані біля берегів Японії і в затоці Аляска харчуючись Neocalanus з невеликою кількістю Euphausia pacifica.

## Відтворення
Репродуктивність низька, самиці народжують у віці від 6 до 12 років кожні три-чотири роки китеня.